# Исайкин, Анатолий Петрович
Анатолий Петрович Исайкин (род. 17 декабря 1946, Владивосток) — советский и российский военный и государственный деятель, генеральный директор Рособоронэкспорта.

## Биография
С 1964 по 1972 год проходил обучение в Иркутском педагогическом институте иностранных языков имени Хо Ши Мина, затем работал учителем английского языка в средней школе на Сахалине.  Окончил курсы усовершенствования офицерского состава (КУОС) при Высшей школе КГБ СССР, где середины 1970-х годов подготовкой спецрезервистов занимались сотрудники управления «С» (нелегальной разведки) Первого главного управления КГБ СССР.
С 1972 по 1996 годы проходил службу в органах государственной безопасности, был заместителем начальника группы специального назначения КГБ СССР «Вымпел», заместителем начальника Управления спецопераций ФСБ РФ.
С 1999 по 2000 годы — заместитель генерального директора ФГУП «Промэкспорт».
С 2000 года по ноябрь 2007 года — заместитель генерального директора ФГУП «Рособоронэкспорт».

## Награды
- Орден Красной Звезды
- Орден Дружбы
- Орден «За заслуги перед Отечеством» IV степени
- Медаль «За отвагу» — за выполнение заданий в Афганистане